# C2C (studio)
C2C (japonsky 株式会社C2C, Kabušiki gaiša C2C) je japonské animační studio založené 3. dubna 2006.

## Tvorba

### Televizní seriály
| Rok  | Název                                                                  | Režie            | Od               | Do                | Díly          | Poznámky                                                                                       | Zdroje |
| ---- | ---------------------------------------------------------------------- | ---------------- | ---------------- | ----------------- | ------------- | ---------------------------------------------------------------------------------------------- | ------ |
| 2012 | Jurumates 3D                                                           | Jošihide Júzumi  | 3. dubna 2012    | 25. září 2012     | 26            | Adaptace série čtyřpanelové mangy, jejíž mangakou je saxyun.                                   | [ 2 ]  |
| 2014 | Onéčan ga kita                                                         | Jošihide Júzumi  | 8. ledna 2014    | 26. března 2014   | 12            | Adaptace série čtyřpanelové mangy, jejíž mangakou je Rikó Anzai.                               | [ 3 ]  |
| 2014 | Go! Go! 575                                                            | Takebumi Anzai   | 9. ledna 2014    | 30. ledna 2014    | 4             | Součást multimediálního projektu Project 575 od Segy. V koprodukci se studiem Lay-duce.        | [ 4 ]  |
| 2014 | M3: Sono kuroki hagane                                                 | Džun’iči Sató    | 21. dubna 2014   | 1. října 2014     | 24            | Původní dílo. V koprodukci se studiem Satelight.                                               | [ 5 ]  |
| 2015 | Aquarion Logos                                                         | Hidezaku Sató    | 2. července 2015 | 24. prosince 2015 | 26            | Třetí série v anime franšíze Aquarion. V koprodukci se studiem Satelight.                      | [ 6 ]  |
| 2017 | Šúmacu nani šitemasu ka? Isogašii desu ka? Sukutte moratte ii desu ka? | Džun'iči Wada    | 11. dubna 2017   | 27. června 2017   | 12            | Adaptace série light novel, jejímž autorem je Akira Kareno. V koprodukci se studiem Satelight. | [ 7 ]  |
| 2018 | Harukana Receive                                                       | Tošijuki Kubooka | 6. července 2018 | 21. září 2018     | 12            | Adaptace série mangy, jejíž mangakou je Njoidžizai.                                            | [ 8 ]  |
| 2019 | Hitoribočči no marumaru seikacu                                        | Takebumi Anzai   | 6. dubna 2019    | 22. června 2019   | 12            | Adaptace série čtyřpanelové mangy, jejíž mangakou je Kacuwo.                                   | [ 9 ]  |
| 2020 | Šačó, Battle no džikan desu!                                           | Hiroki Ikešita   | 5. dubna 2020    | 28. června 2020   | 12            | Založeno na RPG od Kadokawy, Deluxe Games a Preapp Partners.                                   | [ 10 ] |
| 2020 | Madžo no tabitabi                                                      | Tošijuki Kubooka | 2. října 2020    | 18. prosince 2020 | 12            | Adaptace série light novel, jejímž autorem je Džógi Širaiši.                                   | [ 11 ] |
| 2021 | Cuki ga mičibiku isekai dóčú                                           | Šindži Išihira   | 7. července 2021 | 22. září 2021     | 12            | Adaptace série light novel, jejíž autorkou je Kei Azumi.                                       | [ 12 ] |
| 2021 | PuraOre: Pride of Orange                                               | Takebumi Anzai   | 6. října 2021    | bude oznámeno     | bude oznámeno | Součást multimediálního projektu společností CyberAgent a DMM Games.                           | [ 13 ] |

### OVA/ONA
- Jurumates (2012)
- Go! Go! 575: Meippai ni, hadžiketeru? (2014, v koprodukci se studiem Lay-duce)
- Onéčan ga kita (2014)
- Tamašiči (2015)
- Tenči mujó! Rjó'óki 4 (2016–2017, v koprodukci se studiem AIC)